# میکادو

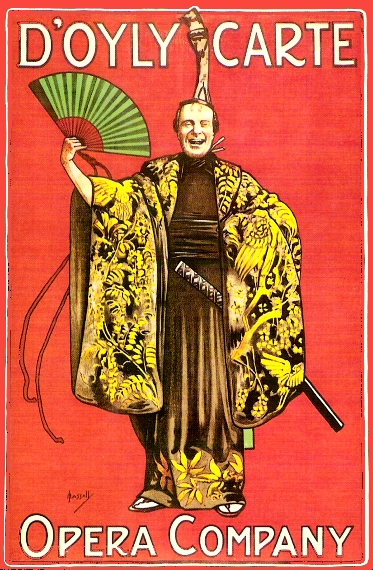
پستر تئاتر میکادو

میکادو؛ یا، شهر تیتیپو (انگلیسی: The Mikado; or, The Town of Titipu) یک اپرت (اپرای هجو) در دو پرده با اپرانامهای از دابلیو. اس. گیلبرت و آهنگسازی آرتور سالیوان است. این اثر که نهمین همکاری گیلبرت و سالیوان بود نخستین بار در ۱۴ مارس ۱۸۸۵ در تئاتر ساووی لندن به روی صحنه رفت و در آن زمان ۶۷۲ بار اجر شد که تا به آن روز رکورد بیشترین اجرا در انگلستان بود. گفته می‌شود پیش از پایان سال ۱۸۸۵ پیش از ۱۵۰ گروه در اروپا و آمریکا این اپرا را اجرا می‌کردند. گیلبرت و سالیوان در این اپرت، با زبان طنز این رسوم و قوانین سخت‌گیرانه دربار امپراتوری ژاپن باستان را هجو می‌کنند.

## داستان
داستان در شهری به نام تیتی‌پو در ژاپن و در دربار میکادو، امپراتور ژاپن آغاز می‌شود. میکادو عصبانی است و به کارگزارانش شکایت می‌کند که چرا در یک سال اخیر اعدامی نداشته‌ایم؟ هیچ‌کس زن و مردی با هم رابطهٔ نامشروع ندارند که اعدامشان کنیم؟ او به کوکو (جلاد ارشد قصر) و مباشرش می‌گوید که هرچه زودتر و ظرف ۱ ماه آتی باید کسی را به جرم رابطهٔ نامشروع دستگیر و اعدام کنند و گرنه خودشان به روستایی تبعید خواهند شد.
یام‌یام یکی از زیباترین دختران نوجوان قصر است که با ۲ خواهرش هر سه زیر کفالت کوکو هستند. از طرفی نانکی‌پو پسر میکادو هم به سختی عاشق یام‌یام است. اما هیچ‌کس هویت واقعی او را نمی‌داند. او به شکل یک نوازنده‌ای دوره‌گرد تغییر قیافه داده‌است؛ و مدام یام‌یام را زیر نظر دارد تا در فرصتی مناسب مخفیانه با او حرف بزند. در نهایت روزی او یام‌یام را تنها پیدا می‌کند و هویت خود را برای او افشا و عشقش را اعتراف می‌نماید. یام یام بسیار می‌ترسد و به او هشدار می‌دهد که اگر کسی آن دو را با هم ببیند هر دو جانشان را از دست خواهند داد.
نانکی‌پو به این خاطر که نمی‌تواند به یام‌یام برسد قصد خودکشی دارد و چون دیگر از زندگی سیر شده پیش کوکو می‌رود و خودش را برای اعدام داوطلب می‌کند. کوکو نام او را در لیست اعدام می‌نویسد. اما نانکی‌پو پیش از اعدام یک خواسته دارد و طبق قانون باید به آخرین خواستهٔ اعدامی عمل شود. خواستهٔ نانکی‌پو ازدواج با یام‌یام است. کوکو به او یادآور می‌شود که در شرف اعدام است ولی نانکی‌پو و یام‌یام چنان به هم عشق می‌ورزند که حاضرند برای چند روز هم که شده با هم ازدواج کنند. کوکو با این خواسته موافقت می‌کند. یام‌یام در تدارک عروسی و ازدواج کوتاه خودش است با اینکه می‌داند به زودی بیوه خواهد شد و نانکی‌پو را از دست خواهد داد. در همین حال خبر می‌رسد میکادو حکم جدیدی وضع کرده: که اگر شخص اعدامی همسر داشته‌باشد بعد از اعدام خودش همسرش را هم زنده‌زنده دفن کنند…